# Elvis Martínez
Elvis Martínez (Mérida, Estado Mérida, Venezuela; 4 de octubre de 1970) es un exfutbolista y entrenador venezolano que actualmente dirige al Mineros De Guayana de la Segunda División Del Futbol Venezolano
Jugaba como defensa y su último equipo fue Estudiantes de Mérida de la Primera División de Venezuela. Jugó un total de 37 partidos entre 1993 y 2002 con la Selección de fútbol de Venezuela.

## Clubes
| Club                     | País      | Año       |
| ------------------------ | --------- | --------- |
| Caracas                  | Venezuela | 1994-1997 |
| Universidad de Los Andes | Venezuela | 1998-2000 |
| Deportivo Táchira        | Venezuela | 2000-2001 |
| Estudiantes de Mérida    | Venezuela | 2001-2003 |
| Unión Atlético Maracaibo | Venezuela | 2003-2008 |
| Estudiantes de Mérida    | Venezuela | 2008-2010 |
| ACD Lara                 | Venezuela | 2010-2011 |
| Estudiantes de Mérida    | Venezuela | 2011-2014 |

## Selección nacional
- Venezuela 4 Bolivia 2

- Estadio: Pueblo Nuevo de San Cristóbal - Asistencia: 7000 Personas
- Árbitro: Rogger Zambrano (Ecuador)
- Venezuela (4): Gilberto Angelucci, Leopoldo Jiménez, José González, Wilfredo Alvarado, Elvis Martínez,  Edson Tortolero, Alberto Farias, Miguel Mea Vitali, Gabriel Urdaneta (Miguel Echenausi 90’) Ruberth Moran (Exp 62’) y Giovanni Savarese (Joel Galán 72’). DT: José Omar Pastoriza.
- Bolivia (2): José Carlos Fernández, Renny Rivera, Juan Peña, Marcos Sandy, Iván Castillo, Julio César  Baldivieso, Luis Cristaldo (Exp 69’), Erwin Sánchez, Marco Echeverri (Gonzalo Galindo 80’), Joaquín Botero (Jaime Moreno 46’) y Walter Suárez (Ronald García 73’). DT: Carlos Aragonés.

## Celta de Vigo
Jugó con el Celta temporada 93-94, disputó un amistoso con el R.C.Celta en Lugo, fue el último partido de Javier Maté con la camiseta céltica. 
- Datos: Q1458410